# N-Phenyl-1-naphthylamin
N-Phenyl-1-naphthylamin ist eine chemische Verbindung aus der Gruppe der Aminobenzole. 

## Gewinnung und Darstellung
N-Phenyl-1-naphthylamin kann durch katalytische Umsetzung von 1-Naphthylamin mit Anilin mit 200 °C gewonnen werden.

## Eigenschaften
N-Phenyl-1-naphthylamin ist als technisches Produkt ein brennbarer, schwer entzündbarer, schuppiger, rotvioletter Feststoff mit schwach aromatischem Geruch, der praktisch unlöslich in Wasser ist. Die Verbindung in Reinform liegt in Form von zitronengelben Nadeln oder Prismen vor. Im technischen Produkt kommen als Verunreinigungen in geringer Menge (< 1 %) 1-Naphthylamin, 2-Naphthylamin, Anilin, 1-Naphthol, 1,1-Dinaphthylamin und N-Phenyl-2-naphthylamin vor.

## Verwendung
N-Phenyl-1-naphthylamin wird als Antioxidans in Schmier-, Getriebe-, Hydraulik- und Lagerölen sowie in Kautschukmischungen verwendet. Es ist auch eine Vorstufe zur Synthese des Triarylmethan-Farbstoffs Viktoria-Blau und weiteren chemischen Verbindungen.

## Risikobewertung
N-Phenyl-1-naphthylamin wurde 2012 von der EU gemäß der Verordnung (EG) Nr. 1907/2006 (REACH) im Rahmen der Stoffbewertung in den fortlaufenden Aktionsplan der Gemeinschaft (CoRAP) aufgenommen. Hierbei werden die Auswirkungen des Stoffs auf die menschliche Gesundheit bzw. die Umwelt neu bewertet und ggf. Folgemaßnahmen eingeleitet. Ursächlich für die Aufnahme von N-Phenyl-1-naphthylamin waren die Besorgnisse bezüglich weit verbreiteter Verwendung sowie der Gefahren ausgehend von einer möglichen Zuordnung zur Gruppe der PBT/vPvB-Stoffe. Die Neubewertung fand ab 2012 statt und wurde von Deutschland durchgeführt. Anschließend wurde ein Abschlussbericht veröffentlicht.